# Татикара
Татикара (1705, ныне Сарыкольский район Костанайской области Республики Казахстан — 1780, там же) — казахский батыр, акын и советник Абылай-хана. Происходил из племени уак.
Татикара принимал участие в походах Олжабай-батыра и Богенбай-батыра против калмыков, а также, восхвалял их подвиги. Его сочинения, также, описывали столкновения между отрядами Цинской империей и войсками Абылая в 1756 году.Татикара много критиковал хана и отдалился от него. В произведении «Вчера у застойной воды» он подстрекал народ к восстанию. В итоге Татикара был вынужден покинуть двор Абылая и умер в родных краях современного северного Казахстана.